# Дорошенко Марина Олегівна
Марина Олегівна Дорошенко (Хабарова) (нар. 22 березня 1981, Марганець — пом. 7 вересня 2014) — українська баскетболістка, семиразова чемпіонка України, дворазова володарка Кубка України у складі БК «Козачка-ЗАлК» (Запоріжжя). Учасниця розіграшів європейських кубкових турнірів, відбіркових та фінальних ігор у складі національної збірної України. Майстриня спорту.

## Життєпис
Після закінчення спортивної кар'єри Марина Хабарова вийшла заміж, народила сина Дениса, влаштувалася працювати вчителькою фізкультури в запорізьку СШ № 58.
У 2013 році Марині було поставлено діагноз гострий міеломонобластний лейкоз, на початку січня 2014 хвороба загострилася. Не маючи достатньо власних коштів для боротьби з хворобою, Марина звернулася до громадськості з проханням допомогти у фінансуванні лікування.
7 вересня 2014 р. Марина Дорошенко померла від цієї хвороби. Місце поховання — Марганець.

## Досягнення[6]
- Семиразова чемпіонка України з баскетболу у складі БК «Козачка-ЗАлК» (Запоріжжя): 1998/1999, 1999/2000, 2000/2001, 2003/2004, 2004/2005, 2005/2006 та 2006/2007 роки;
- Дворазова володарка Кубка України з баскетболу у складі БК «Козачка-ЗАлК» (Запоріжжя): 2007 і 2009 роки;
- Дворазова чемпіонка спартакіади України у складі збірної Запорізької області: 1999 і 2007 роки;
- Триразова чемпіонка Універсіади України у складі студентської збірної Запорізької області: 2001, 2003 і 2005 року;
- Постійна учасниця розіграшів європейських кубкових турнірів, відбіркових та фінальних ігор у складі національної збірної України.
- З 2002 по 2010 роки включно — гравчиня національної збірної України з баскетболу.
- «Найкраща захисниця» XIV чемпіонату України з баскетболу сезону 2004/2005 років.